# Levofloxacină
Levofloxacina (cu denumirea comercială Tavanic) este un antibiotic din clasa fluorochinolonelor utilizat în tratamentul unor infecții bacteriene. Printre acestea se numără sinuzita acută bacteriană, pneumonia, infecțiile genito-urinare, prostatita cronică și, unele cazuri de gastroenterită. Metodele de administrare sunt oral, intravenos sau sub formă de picături oftalmice (colire).